# Единадесета династия на Древен Египет
XI династия e древноегипетска династия в периода от 2065 г. пр.н.е. до 1938 г. пр.н.е.
Династията започва линията си от предводителя на тиванците, въстанали срещу владетелите на Хераклеопол – Ментухотеп. Наследниците му успяват да задържат властта само три поколения. Последният владетел от тази династия предава властта при неясни обстоятелства. Предполага се, че причината за абдикацията му е преврат, извършен от висшия сановник Аменемес.
| Фараон         | Хорово име       | Управление          | Погребение       | Съпруги                                           | Други                    |
| -------------- | ---------------- | ------------------- | ---------------- | ------------------------------------------------- | ------------------------ |
| Ментухотеп I   |                  | 2134 пр.н.е. – ?    |                  | Неферу I                                          | Tepy-a „the ancestor“    |
| Интеф I        | Sehertawy        | ? – 2118 пр.н.е.    | El-Tarif, Thebes |                                                   | Син на Ментухеп I        |
| Инетф II       | Wahankh          | 2118 – 2069 пр.н.е. | El-Tarif, Thebes |                                                   | Брат на Интеф I          |
| Инетф III      | Nakhtnebtepnefer | 2069 – 2061 пр.н.е. | El-Tarif, Thebes | Ях                                                | Син на Интеф II          |
| Ментухотеп II  | Nebhetepre       | 2061 – 2010 пр.н.е. | Deir el-Bahari   | Tem Neferu II Ashayet Henhenet Kawit Kemsit Sadeh | Син на Интеф III и Ях    |
| Ментухотеп III | Sankhkare        | 2010 – 1998 пр.н.е. |                  |                                                   | Син на Ментухеп II и Тем |
| Ментухотеп IV  | Nebtawyre        | 1998 – 1991 пр.н.е. |                  |                                                   | Син на кралица Ими       |